# Spanska Mark

Spanska Mark med omgivande regioner.

Spanska Mark (latin: Marca Hispanica) sträckte sig från övre Ebro till Barcelona och var det territorium som Karl den store erövrade från muslimerna..

## Historisk bakgrund
Efter det muslimska nederlaget i norra Spanien under 700- och 800-talet började Karl den store att etablera en buffertzon mellan det muslimska Al-Andalus och hans Frankrike. Denna zon kom att kallas Spanska Mark och sträckte sig från övre Ebrofloden till Barcelona.

## Administrativ organisation
I början av 800-talet var Spanska Mark administrativt förenat med Toulouse och Septimanien. Ludvig den fromme, Karl den stores son, skapade markgrevskapet Gothia genom att slå samman Septimanien och delar av Spanska Mark. År 865 avskildes Roussillon och Spanska Mark från Gothia, vilket ledde till att flera autonoma grevskap utvecklades ur Spanska Mark. Dessa grevskap spelade en betydande roll i den politiska och militära kampen mot det muslimska Al-Andalus och bidrog till den långsiktiga återerövringen av den iberiska halvön.